# Anthony Graham
Anthony Graham (ur. 12 listopada 1963) – piłkarz z Turks i Caicos grający na pozycji pomocnika, reprezentant na arenie międzynarodowej.

## Kariera reprezentacyjna
W 1999 roku, Graham rozegrał dwa oficjalne spotkania w ramach kwalifikacji do Pucharu Karaibów 1999. W pierwszym z nich, jego reprezentacja została pokonana 0-3 przez drużynę Bahamów. W kolejnym meczu eliminacji, jego reprezentacja zremisowała 2-2 z drużyną Wysp Dziewiczych Stanów Zjednoczonych. W obydwóch, zawodnik ten grał w podstawowym składzie.
Podczas eliminacji do Mistrzostw Świata 2002 Graham wystąpił w dwóch spotkaniach, w których grał w podstawowym składzie; w pierwszym, reprezentacja Turks i Caicos na wyjeździe podejmowała reprezentację Saint Kitts i Nevis. Mecz przebiegał jednak pod dyktando reprezentantów Saint Kitts i Nevis, którzy gościom strzelili aż osiem bramek (goście nie strzelili żadnego). W meczu rewanżowym, reprezentanci Saint Kitts i Nevis pokonali swoich rywali 6–0. W jednym z meczów, Graham otrzymał także upomnienie w postaci żółtej kartki.